# Motore avalve Panhard a 6 cilindri

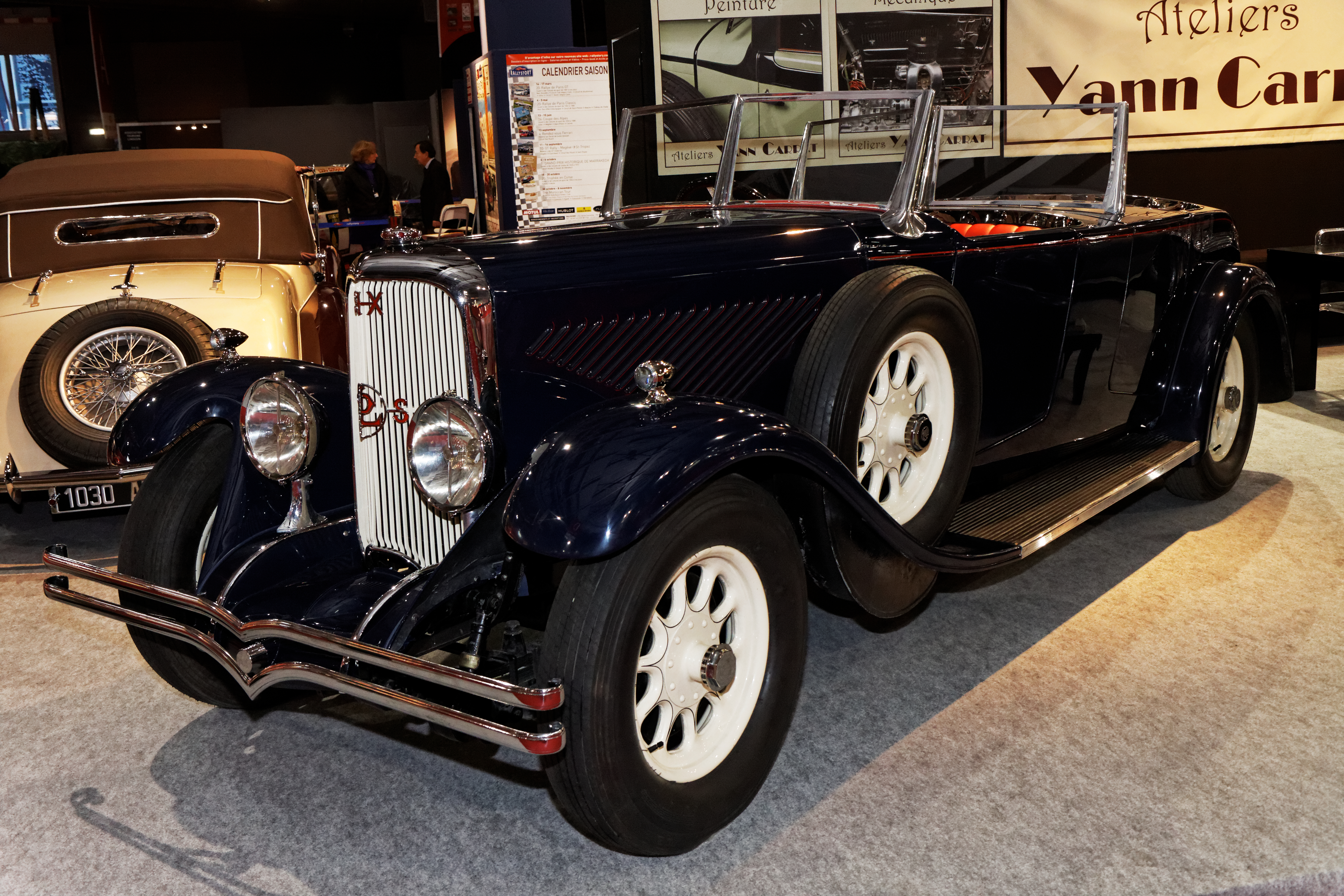
Le Panhard & Levassor DS sono state fra i modelli di maggior spicco a montare motori avalve a 6 cilindri

Fra il 1926 e il 1941, la casa automobilistica francese Panhard & Levassor costruì motori endotermici a 6 cilindri in linea e a cilindro ruotante per la propria produzione automobilistica e di camion.

## Storia e caratteristiche tecniche
Si tratta di motori prodotti evolvendo dalle primissime versioni, da 3,4 litri di cilindrata, ad altre versioni via via sempre più perfezionate e che si diversificheranno in più livelli di cilindrata. La tecnologia adottata era quella dei motori con valvole a fodero prodotti su licenza Knight. Questi motori erano tutti di tipo monoblocco. Fino al 1939, tali motori vennero montati sia su autovetture che su camion, mentre negli anni della Seconda Guerra Mondiale, vennero utilizzati solo sui camion costruiti dalla casa di avenue d'Ivry.

## Riepilogo caratteristiche ed applicazioni
Di seguito vengono riepilogate le principali caratteristiche ed applicazioni dei motori Panhard & Levassor avalve a 4 cilindri. Per brevità, questa tabella tratterà solo le applicazioni relative alle autovetture.
| Motori Panhard avalve a 6 cilindri |                  |                        |                                |                    |
| Variante                           | Cilindrata (cm3) | Alesaggio e corsa (mm) | Applicazioni                   | Anni di produzione |
| SK6C2                              | 1830             | 67 x 86,5              | Panhard & Levassor Type X59    | 10/1927-07/1930    |
| SK6C4                              | 2344             | 69,5 x 103             | Panhard & Levassor Type X63    | 09/1928-12/1931    |
| SK6C4                              | 2344             | 69,5 x 103             | Panhard & Levassor 6CS         | 10/1930-04/1932    |
| SK6C5                              | 2516             | 72 x 103               | Panhard & Levassor 6CS Spécial | 12/1930-09/1933    |
| SK6C8                              | 2516             | 72 x 103               | Panhard & Levassor Dynamic 130 | 05/1936-09/1938    |
| SK6C7                              | 2861             | 75 x 108               | Panhard & Levassor CS Spécial  | 09/1934-06/1938    |
| SK6C9                              | 2861             | 75 x 108               | Panhard & Levassor Dynamic 140 | 05/1936-09/1938    |
| SK6D                               | 3445             | 75 x 130               | Panhard & Levassor Type X57    | 10/1926-12/1931    |
| SK6D6                              | 3507             | 85 x 103               | Panhard & Levassor 6DS         | 10/1929-09/1932    |
| SK6C10                             | 3834             | 86 x 110               | Panhard & Levassor Dynamic 160 | 08/1937-08/1938    |
| SK6D7                              | 4080             | 89 x 109               | Panhard & Levassor DS          | 12/1933-05/1937    |
| SK6D8                              | 4770             | 92 x 120               | Panhard & Levassor DS Spécial  | 12/1933-05/1937    |